# Monument voor de Revolutie

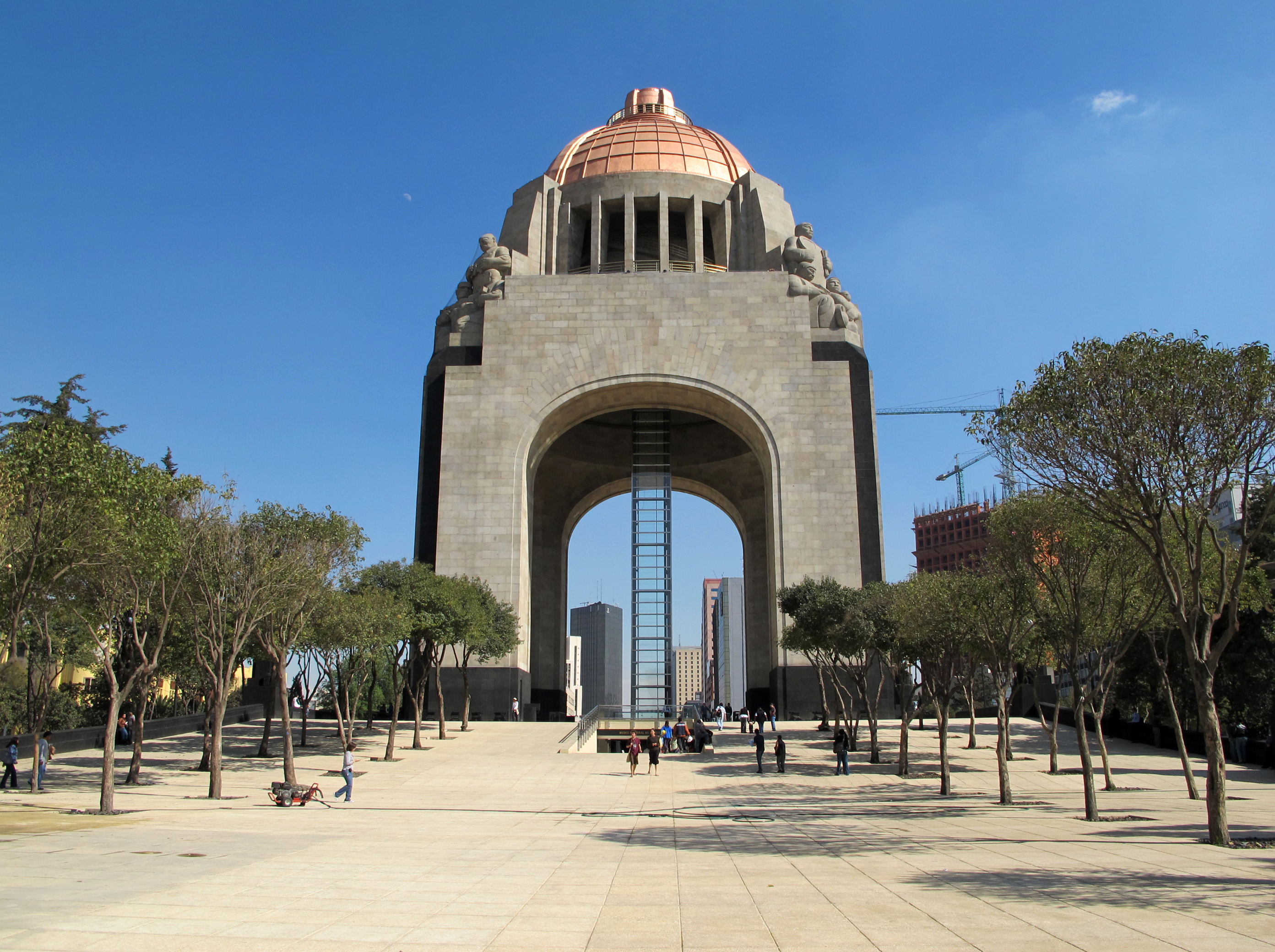
Monument voor de Revolutie

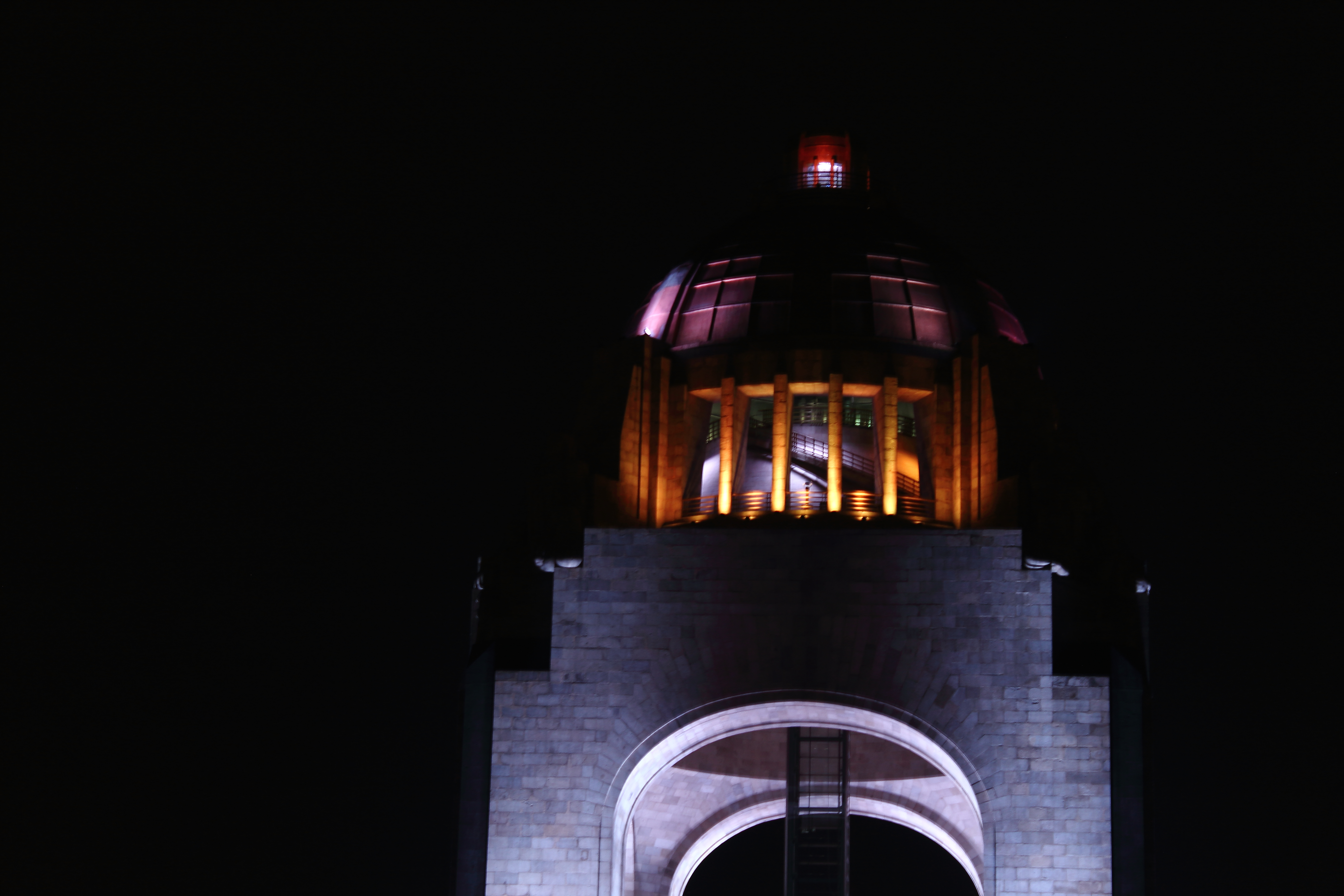
Het monument 's nachts

Monument voor de Revolutie (Spaans: Monumento a la Revolución) is een monument in Mexico-Stad ter ere van de Mexicaanse Revolutie.
Het monument bevindt zich op het Plaza de la Revolución aan de Avenida de la República, niet ver van de Avenida Insurgentes en de Paseo de la Reforma. Het dichtstbijzijnde metrostation is Revolución, genoemd naar het monument.
In 1910 werd begonnen met de bouw in opdracht van de dictator Porfirio Díaz, met als doel een nieuwe vestiging voor het Congres van de Unie te bouwen. De val van Díaz een jaar later en de voortwoekerende Mexicaanse Revolutie leidden er echter toe dat de bouw stil kwam te liggen en alleen de centrale koepel voltooid was.
Op voorstel van de architect Carlos Obregón Santacilia werd in 1933 besloten het gebouw om te vormen tot monument, hetgeen in 1938 voltooid was. De lichamen van de revolutionaire leiders Francisco I. Madero, Venustiano Carranza, Francisco Villa, Plutarco Elías Calles en Lázaro Cárdenas werden bijgezet in het monument.
In 1986 werd onder het monument het Museum van de Revolutie geopend.